# Жаба сибірська
Жаба сибірська (Rana amurensis) — вид земноводних з роду Бура жаба родини Жаб'ячі.

## Опис
Загальна довжина досягає 7,8 см. Голова відносно вузька, хоча ширина її більше довжини. Морда подовжена й загострена. Спинно-бічні складки тонкі, світлі, утворюють вигин у бік барабанної перетинки. Задні кінцівки (гомілки) не довгі. Якщо їх скласти перпендикулярно осі тіла, то гомілковостопні суглоби стикаються або трохи заходять один за один. Якщо кінцівку витягнути вздовж тіла, то гомілковостопний суглоб доходить до ока. Плавальна перетинка розвинена непогано. Внутрішній п'ятковий горбок дрібний, його довжина коливається від 1/5 до 1/3, в-середньому 1/4, від довжини пальця. Резонатори у самців відсутні. Шлюбний мозоль на першому пальці напіврозділено. Шкіра на спині й особливо з боків вкрита численними дрібними горбиками-зернятками.
Спина бурого кольору різних відтінків: від світлого до темного, часто кармінного. Темні плями можуть зливатися у вигляді тяжів. Уздовж середини спини проходить характерна світла смуга, з боків якої часто розташовані горбики. Має темну пляму на скронях. Низ забарвлений в характерний криваво-червоний колір на білому або сірому фоні у вигляді дрібних або великих плям, а іноді охоплюючи майже всю поверхню. Трапляються особини знизу зеленувато-або сірувато-жовті. Червоні тони бувають з боків, рідше на спині. Дуже часто дрібні зернятка також забарвлені червоним. На місці сходження боків і стегон жовто-зелена пляма, характерна для інших представників роду, відсутня.

## Спосіб життя
Полюбляє лісові та лісостепові місцини, воліючи рівнини, тяжіє до водойм, заболочених ділянок, вологих лугів, чагарників, зокрема й на морському узбережжі. У горах зустрічається на висоті 500–600 м над рівнем моря. По сирих місцях проникає у ліси, воліючи розріджені модринові, вільхово-березові, зрідка потрапляючи у лісах іншого типу. Її можна виявити на околицях селищ і міст, у парках, сільськогосподарських угіддях (на сінокісних лугах, городах, окраїнах полів). Уникає жити на схилах сопок, у глибині лісових масивів. Зрідка зустрічається по берегах слабо солонуватих водойм.
Жаби, особливо молоді, активні вдень, але частіше у сутінках. У холодні ночі активність зсувається на світлий час доби. Харчується комахами (жуками, гусіню метеликів, прямокрилими, двокрилими), павуками, дощовими хробаками, зрідка водними молюсками. У період парування майже не харчується.
На зимівлю йде наприкінці вересня — на початку листопада, молоді особини пізніше за дорослих. Мігрує до місць зимівлі на відстань до 3 км. Зимує у водоймах зі стоячою водою, на дні колодязів. Під час заморів велика кількість особин гине. На півдні Сахаліну період зимівлі становить 156–186 діб. Навесні з'являється у другій-третій декаді квітня — у першій декаді травня за температури повітря 2—5°С і вище.
Тривалість життя в природі не менше 9 років. На цих жаб полюють деякі птахи. На кладки ікри нападають п'явки, пуголовки винищуються личинками бабок, волохокрильців й жуків-плавунців.

## Розмноження
Статева зрілість настає у віці 3 років при довжині тіла 41—44 мм. Характерними місцями розмноження є заболочені або заливні луки, калюжі, канави, ями, невеликі стариці річок, ставки, невеликі озерця, мілководні ділянки більш великих водойм.
Першими до водойм приходять самці, які ховаються під берегом або в заростях трави. Самиці підходять через 2—5 діб. Голос самців тихий, гучних «концертів» не буває. Парування займає 4—6 годин і відбувається на поверхні води або під водою на дні водойми. Самиця відкладає 270—4040 ікринок на глибині до 30 см, зазвичай прикріплюючи кладку до водних рослин. Після набухання кладка спливає. Діаметр ікринки дорівнює 6—7 мм, яйцеклітини 1,6—2,1 мм. Ікрометання розтягнуто від 2 тижнів до 2 місяців. Дуже часто ікра гине від пересихання водойм. Ранні кладки (до 70-80%) гинуть від заморозків.
Ембріональний розвиток триває 7—16 діб, розвиток личинок — від 1 місяця до 84 діб. Пуголовки після появи завдовжки 4—8 мм. Перед метаморфозом зубчики на ротовом диску розташовані у 3 рядки вище і нижче дзьоба. Сеголетки з'являються у липні — на початку серпня при довжині тіла 12 мм й більше.

## Поширення
Поширена майже по всьому Сибіру і Далекому Сходу Російської Федерації, включно з о.Сахаліном, а також північну Монголію, північний схід Китаю і Кореї. Іноді зустрічається у Казахстані.